# Gharaunda
Gharaunda är en ort i Indien.   Den ligger i distriktet Karnāl och delstaten Haryana, i den norra delen av landet, 100 km norr om huvudstaden New Delhi. Gharaunda ligger 243 meter över havet och antalet invånare är 34 307.
Terrängen runt Gharaunda är mycket platt. Runt Gharaunda är det tätbefolkat, med 982 invånare per kvadratkilometer. Närmaste större samhälle är Panipat, 16,6 km söder om Gharaunda. Trakten runt Gharaunda består till största delen av jordbruksmark.